# Michel-René Maupetit
Michel-René Maupetit (Claye, 1742 - Laval, 31 de març del 1831) va ser un dels diputats als Estats Generals de França, elegit pel Mayenne, que el 20 de juny de 1789 van ser presents al Jurament del Jeu de Paume. Era fill del notari reial Michel Maupetit.